# Bitva u Prestonpansu
Bitva u Prestonpansu, známá též jako  Bitva u Gladsmuiru, se odehrála 21. září 1745 nedaleko vesnice Prestonpans v oblasti East Lothian na Skotské vysočině. Bylo to první významné střetnutí Jakobitského povstání z roku 1745.
Jakobitské vojsko vedené stuartovským uchazečem o trůn Anglie, Skotska a Irska Karlem Eduardem Stuartem, jenž se navrátil z exilu, porazilo vládní armádu, které velel generál John Cope, řady jehož nezkušených vojáků se zhroutily pod skotským náporem. Celá bitva trvala necelou půlhodinu a její výsledek značně zvýšil bojovou morálku jakobitských oddílů. Z povstání se tak stala vážná hrozba pro londýnskou vládu.

## Pozadí
Díky válkám o rakouské dědictví byla počátkem roku 1745 převážná část britských vojenských sil vázána ve Vlámsku. Povzbuzen francouzským vítězstvím v bitvě u Fontenoy v květnu 1745 se Karel Eduard Stuart přeplavil v červenci do Skotska s nadějí, že se mu této příležitosti podaří využít. Když 24. července přistál na ostrově Eriskay v souostroví Vnější Hebridy, většina z těch, s nimiž se setkal, mu radila, aby se vrátil do Francie. Posléze se je však podařilo přesvědčit, zejména náčelníka klanu Cameronů Donalda Camerona z Lochielu, jehož lidé tvořili značnou část jakobitského vojska. Povstání formálně započalo 19. srpna ve vesničce Glenfinnan, když Karel Eduard Stuart vztyčil svoji královskou korouhev na břehu jezera Loch Shiel.
Generál John Cope, velitel vládních vojsk ve Skotsku, byl schopný voják. Měl k dispozici asi 3000 až 4000 vojáků, mnozí z nich však byli nezkušení nováčci. Navíc mu svazovaly ruce špatné informace a rady, zejména od tehdejšího ministra pro skotské záležitosti Johna Haye, 4. markýze z Tweeddale, který neustále podceňoval závažnost povstání. Jakmile bylo potvrzeno rozmístění jakobitského vojska, zanechal Cope svoje jezdectvo a dělostřelectvo ve Stirlingu pod velením generála Thomase Fowkea a vydal se na pochod k průsmyku Corrieyairack, který je hlavní spojnicí mezi západní Vysočinou a oblastí Lowlands, aby jakobitům znemožnil cestu do východního Skotska. Vojsko horalů se však průsmyku zmocnilo dříve, a proto se generál Cope stáhl 26. srpna k Inverness.
Záměry Jakobitů zůstaly nejasné až do začátku září, kdy Cope zjistil, že se přesouvají po vojenských cestách vybudovaných Angličany směrem k Edinburghu. Cope usoudil, že jediný způsob, jak dorazit do města dřív než oni, je po moři. Nalodil tedy své muže v Aberdeenu a vyplul. Vládní jednotky se začaly vyloďovat 17. září v Dunbaru, ale opět dorazily pozdě. Oddíly Karla Eduarda Stuarta vstoupily do města v dřívějších hodinách toho dne. Edinburský hrad však zůstal v držení vládní posádky.

## Bitva

Prestonpans; Copeovy oddíly byly původně obráceny směrem k jihu takže před nimi bylo bažinaté území (značeno modrozeleně). Poté se však otočily k východu podél cesty z Tranetu do Cockenzie.

Generál Cope, který se u Dunbaru spojil s Fowkem a se svojí jízdou, byl přesvědčen, že je jeho vojsko dostatečně silné, aby porazilo chabě vyzbrojené jakobitské oddíly čítající méně než 2000 mužů. Ve stejnou dobu nařídil Karel Eduard svým silám, aby se pohnuly z Edinburghu na východ. Obě armády se setkaly odpoledne 20. září. Cope rozmístil své jednotky čelem k jihu, aby je chránilo bažinaté území, které se rozkládalo přímo před nimi. Zprava je chránila zeď obory. Dělostřelectvo bylo rozmístěno za náspem vozové cesty z Tranetu do Cockenzie, která bojiště protínala od jihovýchodu k severozápadu.
Vojenský soud, který zasedal v roce 1746, aby posoudil Copeovo velení, konstatoval, že terén a rozmístění jeho jednotek v něm byly zvoleny dobře. Copeovu taktiku však podkopávala řada skutečností – jednou z nich byla i nízká úroveň některých vyšších důstojníků, včetně plukovníka James Gardinera, jehož 13. husarský pluk se dal 16. září v panice na útěk před malým oddílem horalů. Značná část Copeových pěšáků navíc postrádala zkušenosti. Tak třeba 47. pěší pluk, jemuž velel generál Peregrine Lascelles, byl až do května zaměstnán na stavbě vojenské silnice poblíž Loch Lomond. Copeovi dělostřelci byli tak bídně vycvičení, že generál vyslal na Edinburský hrad posla se žádostí o jejich výměnu. Nikdy se jí však nedočkal.
Karel Eduard Stuart chtěl zaútočit okamžitě, generál George Murray však namítal, že jejich útok by zpomalilo bažinaté území před středem Copeových linií, takže by horalé byli vystaveni zničujícímu účinku nesrovnatelně větší britské palebné síly. Přestože jeho hodnocení bylo správné, jednalo se o první z řady bouřlivých hádek mezi oběma muži, které osudně rozvrátily vedení Jakobitů. Murray přesvědčil většinu, že naději na úspěch má jedině útok na odkryté levé křídlo Copeovy armády. Syn místního farmáře Robert Anderson, který se dobře vyznal v okolním terénu, řekl Murrayovi o cestě vedoucí přes bažiny. Ve 4 hodiny ráno se celé jakobitské vojsko začalo přesouvat v trojstupu Riggonheadským průsmykem jižně od postavení Copeových jednotek.
Generál Cope chtěl zabránit překvapivému nočnímu útoku horalů, a proto nechal hořet před svými pozicemi ohně a rozestavil 200 dragounů a 300 pěšáků jako předsunuté hlídky. Několik dní předtím od něj dezertovala rota 64. pěšího horalského pluku. Zbývající tři roty měly za úkol hlídat výstrojní sklady v Cockenzie a Port Setonu. Asi 100 dobrovolníků dostalo až do příštího rána volno a bitvu zmeškali. Cope, jehož hlídky upozornily na pohyb Jakobitů, měl dostatek času přeskupit svoje jednotky, aby stály čelem k východu (viz mapka) a přemístit svoje dělostřelectvo. Poté co horalé začali útočit, dělostřelci utekli a nechali děla obsluhovat svými důstojníky.
Dva dragounské pluky na křídlech zpanikařily a vzaly do zaječích. Zanechaly přitom smrtelně zraněného plukovníka Gardinera na bojišti. Gardiner byl později převezen do Tranentu, kde během noci zemřel. Úprk jízdy odkryl pěchotu ve středu formace, na niž teď horalé útočili ze tří stran. Během necelých 15 minut bylo dobojováno. Jelikož pěšákům bránila v ústupu zeď obory, padla většina z nich do zajetí. Některým se však podařilo uprchnout, když horalé místo dalšího boje začali drancovat trén. Ztráty vládního vojska činily asi 300–500 mrtvých či zraněných a dalších 500–600 zajatých. Většina z nich byla záhy propuštěna, aby se horalé vyhnuli výdajům za jejich stravu Ztráty Jakobitů se odhadují na 30–40 mrtvých a 70–80 zraněných.
Velitel dělostřelectva podplukovník Whitefoord opuštěný svými vojáky odešel z pole nezraněn, poté co jeho život ušetřil Stewart z Invernahyle. Whitefoord mu jeho laskavost vrátil, když po bitvě u Cullodenu získal od vévody z Cumberlandu milost pro Stewarta, který tam v dubnu 1746 padl do zajetí. Generálu Copeovi se podařilo uprchnout spolu s generálem Thomasem Fowkem a plukovníkem Peregrinem Lascellesem. Příštího dne dorazili spolu s dalšími 450 přeživšími do příhraničního města Berwick-upon-Tweed v Severovýchodní Anglii.

## Dozvuky

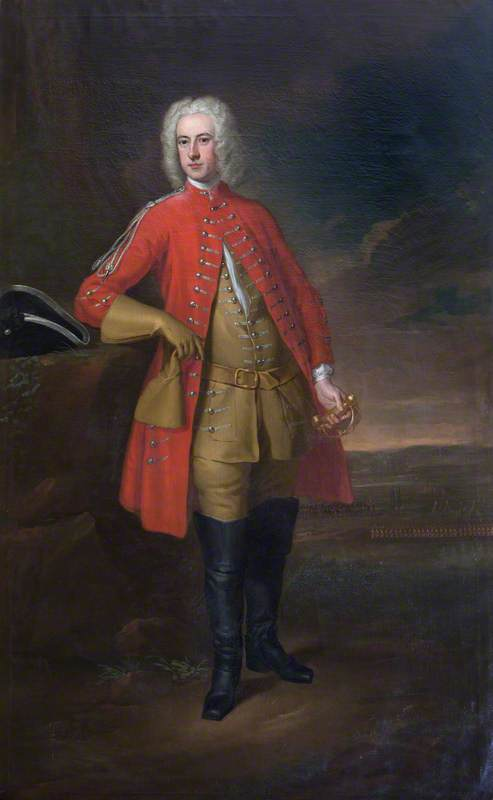
John Cope ještě jako plukovník

Několik hodin po bitvě napsal generál Cope markýzi z Tweeddale dopis, v němž odmítl odpovědnost za porážku. Spolu s generálem Thomasem Fowkem a plukovníkem Peregrinem Lascellesem byl následujícího roku vyslýchán vojenským soudem, který všechny tři zbavil obvinění. Soud rozhodl, že porážku způsobilo „hanebné chování prostých vojínů“. Johnu Copeovi však už nikdy nebylo svěřeno žádné vyšší velení.
Bitva u průsmyku Killiecrankie svedená v roce 1689 ukázala, že dokonce i ostřílené jednotky měly problémy se zuřivostí útoku horalů. Tato hořká lekce se potvrdila právě u Prestonpansu a poté i v bitvě u Falkirku v lednu 1746. Slabinou této taktiky byla skutečnost, že pokud prvotní útok selhal, nebyli horalé vybaveni k tomu, aby si dokázali udržet své pozice. V dubnu, kdy se konala bitva u Cullodenu, byly již oddíly vévody z Cumberlandu cvičené, aby dokázaly této taktice vzdorovat, a způsobily Skotům těžké ztráty.
Vítězství Jakobitů u Prestonpansu znamenalo, že vláda začala brát povstání mnohem vážněji. V polovině října přistály v Montrose dvě francouzské lodě, jež přivezly peníze, zbraně a zplnomocněného vyslance Karla Eduarda Stuarta, markýze d'Eguilles. Vláda povolala z Vlámska zpět Viléma Augusta Hannoverského, vévodu z Cumberlandu s jeho 12 000 vojáky včetně 6000 německých žoldnéřů. Toto vojsko, které dorazilo do města Berwick-upon-Tweed několik dní po generálu Copeovi, bylo okamžitě k dispozici, protože bylo v červnu zajato u Tournai a poté propuštěno za podmínky, že nebude bojovat proti Francouzům.
Hádka mezi Karlem Eduardem Stuartem a generálem Georgem Murraym před bitvou byla prvním signálem zhoršujícího se vztahu mezi oběma muži. Následujících šest týdnů strávila jakobitská rada dohady o strategii. Pro skotské Jakobity bylo prvořadou záležitostí zrušení Zákonů o unii z roku 1707, jež se nyní ukázalo jako proveditelné. Chtěli tím upevnit svoji pozici. Karel Eduard a jeho exiloví rádci zase tvrdili, že konec unie Anglie a Skotska může zajistit pouze odstranění vlády Hannoverské dynastie, což znamená vpád do Anglie. Teprve poté, co Karel Eduard ujistil Skoty o silné anglické a francouzské podpoře, souhlasili s jeho plánem. Z Edinburghu vyrazili 4. listopadu a na anglické území vstoupili 8. Vládní síly, jimž velel generál Roger Handasyd, dobyly hlavní město Skotska zpět 14. listopadu.
Během pochodu na jih se členové rady denně scházeli, aby debatovali o strategii. Na schůzce v Derby 5. prosince naprostá většina členů důrazně doporučovala ústup. Jediným významným odpůrcem byl Karel Eduard. Po slibovaném francouzském vojenském výsadku nebylo nikde ani vidu ani slechu, a přes velké zástupy lidí, kteří se shromažďovali, aby je spatřili, nabídl významnější množství rekrutů pouze Manchester. Jakobitská bašta z roku 1715 Preston dodal pouze tři. Zprávy o dalším francouzském zásobovacím konvoji připlouvajícím do Montrose jen potvrdily správnost původní volby zůstat ve Skotsku. Jakobitské vojsko se proto příštího dne otočilo zpět k severu.Povstání skončilo porážkou v bitvě u Cullodenu v dubnu 1746.